# Entadopsis
Entadopsis là một chi thực vật có hoa trong họ Đậu.